# Severed Survival
Albums de Autopsy
Retribution for the Dead
(1991)
Severed Survival est le premier album d’Autopsy.
Bien des années après sa publication, les démos précédemment enregistrées furent certes publiées en CD, mais en 1989, Severed Survival constituait bien la première publication discographique officielle d’Autopsy.

## Liste des titres
1. Charred Remains (3 min 40) (musique & paroles : Chris Reifert)
2. Service for a Vacant Coffin (2 min 50) (musique : Eric Cutler, paroles : Chris Reifert)
3. Disembowel (4 min 04) (musique : Eric Cutler, paroles : Chris Reifert)
4. Gasping for Air (3 min 19) (m. & p. : Eric Cutler)
5. Ridden with Disease (4 min 52) (m. & p. : Chris Reifert)
6. Pagan Saviour (4 min 10) (m. & p. : Chris Reifert)
7. Impending Dread (4 min 46) (m. : Chris Reifert & Eric Cutler, p. : Chris Reifert)
8. Severed Survival (3 min 28) (m. & p. : Chris Reifert)
9. Critical Madness (4 min 32) (m. & p. : Chris Reifert)
10. Embalmed (3 min 02) (m. : Eric Cutler, p. : Chris Reifert)
11. Stillborn (2 min 47)

## Musiciens et personnes créditées
- Chris Reifert : batterie et voix
- Eric Cutler : guitare (soliste & rythmique)
- Danny Coralles : guitare (soliste & rythmique)

En ce qui concerne la basse, Ken Sovari est présenté comme le bassiste du groupe, néanmoins Steve DiGiorgio de Sadus est lui aussi mentionné comme bassiste, mais de studio.

L’illustration de la pochette, celle montrant quatre chirurgiens (?) en état de décomposition pratiquant une autopsie, vus de la table d'opération, est un dessin de Kev Walker.
Les photographies intérieures sont de Kurt Hubert.
L’album fut coproduit par John Marshall & Autopsy, Marshall procéda aussi à l’enregistrement en tant qu’ingénieur du son.